# Dragotinci (Bułgaria)
Dragotinci (bułg. Драготинци) – wieś w Bułgarii, w obwodzie sofijskim, w gminie Sliwnica. Według Ujednoliconego Systemu Ewidencji Ludności oraz Usług Administracyjnych dla Ludności, 15 marca 2015 roku miejscowość liczyła 43 mieszkańców.